# صبيحة سرتل
صبيحة درويش سرتل (بالتركية: Sabiha Sertel)‏ (1895 - 2 سبتمبر 1968)؛ أول امرأة تحترف الصحافة وولدت في سالونيكا (الإمبراطورية العثمانية)- باكو، أذربيجان الجمهورية الاشتراكية السوفيتية). كانت صبيحة درويش من أوائل الكتاب النسويين من سلالة الدونمة في تركيا. تعلمت في مدرسة ثانوية متقدمة، وبدأت بكتابة مقالات عن حقوق المرأة والقضايا الاجتماعيه في عمر السادسة عشر. في عام 1915 تزوجت من محمد زكريا سرتل وهو أيضاً واحداً من أشهر الصحفيين في سالونيكا وإسطنبول. عملت في مجلة Tan وكانت تكتب بقسم الآراء.